# Ecliptopera dimita
Ecliptopera dimita là một loài bướm đêm trong họ Geometridae.